# Emerging Church
Die Emerging Church (auch „Emerging Conversation“ und „Emerging Churches“) ist eine dezentrale, stark heterogene Bewegung von verschiedenen Christen aus unterschiedlichen Konfessionen, die in ihrem Umfeld und in ihrer jeweiligen Tradition auf die Herausforderungen der Postmoderne reagieren wollen. Denn die evangelikalen Kirchen, aus denen die meisten Personen der Bewegung stammen, seien auf die Umbrüche ungenügend vorbereitet gewesen. Seit etwa 1999 versucht die Emerging Church (deutsch: sich entwickelnde Kirche oder auftauchende Kirche) aktuelle Erkenntnisse der Biologie, der Hirnforschung, der Wirtschaft und der Philosophie auf die Situation der Gemeinde zu übertragen. Absolute Wahrheiten, wie sie in der Moderne wichtig waren, spielen kaum mehr eine Rolle, hingegen werden oft Elemente aus alten Liturgien und Ritualen geschätzt und neu angewendet, um junge Menschen ganzheitlich anzusprechen, zu erfüllen und zu bevollmächtigen.

## Namen
Das englische Partizip emerging heißt so viel wie „im Entstehen begriffen sein“ und wird im Englischen in verschiedenen Kontexten verwendet. Es soll andeuten, dass die Bewegung im Fluss ist, sich ständig entwickeln möchte und sich selbst als unfertig und fragil bezeichnet. Daher auch eine gewisse Scheu davor, zu stark festgelegt und definiert zu sein. Es gab einige Diskussionen, ob man sich selbst als Kirche oder Bewegung bezeichnen möchte, da man dies als die Homogenität einer eigenen Denomination missverstehen könnte. Deshalb bevorzugen viele den Ausdruck „Emerging Conversation“, da dieser Ausdruck inklusiver ist (die Schwelle, an einer Konversation teilzunehmen, ist niedriger als die Schwelle, einer Bewegung oder Kirche beizutreten).
Ryan Bolger und Eddie Gibbs betitelten im Jahr 2006 ihr Buch, das diese Bewegung darstellen sollte, mit „Emerging Churches“, um Pluralität darzustellen.
Außerdem ist der Ausdruck „emerging“ als Anlehnung an die Theorie der Emergenz zu verstehen, die u. a. das Verhalten von sozialen Systemen mit flacher Hierarchie beschreibt.
Abzugrenzen ist Emerging Church von Organisationen wie Emergent Village (USA) oder Emergent Deutschland (D), die meist aus verschiedenen Leitern von Emerging Churches bestehen, aber nicht beanspruchen, die gesamte Bewegung zu repräsentieren.

## Verschiedene Strömungen
An der Emerging Conversation nehmen verschiedenste Menschen aus verschiedenen Hintergründen teil: Kirchengründer, gebildete Laien, Künstler, Medienschaffende und Akademiker. Man kann deshalb verschiedene Strömungen von Emerging Church ausmachen:
- Eine stark theologische Richtung, die vor allem aus Post-Evangelikalen und Post-Charismatikern besteht, aber auch zunehmend aus katholischen, (post-)liberalen und orthodoxen Christen; ein Beispiel dafür ist der Baptist Scot McKnight.[5]
- Innovative Evangelikale, die ohne große theologische Veränderungen Gottesdienste so verändern wollen, dass sie für postmodern geprägte Menschen attraktiv sind. Dazu zählen etwa Dan Kimball, dessen Buch „Emerging Church“[6] 2005 ins Deutsche übersetzt wurde.[7]
- Grenzgänger zwischen Theorie und Praxis: Sie versuchen mithilfe soziologischer Theorien Gemeinde als ein Netzwerk von Beziehungen zu verstehen und zu gestalten. Außerdem schaffen sie oft äußerst innovative und kreative Liturgien. Ein Beispiel hierfür ist die aus Großbritannien stammende Alternative Worship-Bewegung, die ziemlich unabhängig von der amerikanischen Emerging-Church-Bewegung entstanden ist.

Es gibt Menschen, die sich der Emerging-Church-Bewegung als nicht zugehörig betrachten und trotzdem die meisten ihrer Werte teilen.

### Bekannte Persönlichkeiten
Emerging Church zeigt sich bisher vor allem in der englisch- und in der deutschsprachigen Welt, dort sind auch ihre Vorläufer, Vordenker und Vertreter zu finden. Nicht alle Vertreter von Emerging Church teilen jedoch diese Fremdbeurteilung und Einteilung:

#### In der englischsprachigen Welt
- Rob Bell (* 1970), US-amerikanischer Theologe, Mitbegründer der Mars Hill Bible Church und Autor.
- David Bosch (1929–1992), südafrikanischer reformierter Missionswissenschaftler an der Universität von Südafrika.
- Spencer Burke, US-amerikanischer evangelikaler Theologe und Pastor.
- Steve Chalke, britischer Baptistenpastor und Sozialaktivist.
- Mark Driscoll (* 1970), US-amerikanischer Theologe und Mitbegründer der Mars Hill Church und Autor.
- Michael Frost (* 1961), australischer Missionswissenschaftler und Autor.
- Stanley J. Grenz (1950–2005), US-amerikanischer baptistischer Theologe und Autor.
- Alan Hirsch (* 1959), südafrikanischer Missionswissenschaftler und Autor.
- Tony Jones, US-amerikanischer Theologe.
- Dan Kimball (* 1960), US-amerikanischer evangelikaler Theologe, Gründer und Leiter von Vintage Faith Church in Santa Cruz.
- Scot McKnight, US-amerikanischer baptistischer Theologe und Autor.
- Brian McLaren (* 1956), US-amerikanischer Anglist, Schriftsteller und Gemeindegründer.
- Erwin Raphael McManus (* 1958), US-amerikanischer baptistischer Theologe, Gründer und Leiter der Mosaic Church in Los Angeles.
- Donald Miller (* 1971), US-amerikanischer Schriftsteller.
- Ian Mobsby, britischer Theologe und Gemeindegründer.
- Lesslie Newbigin (1909–1998), britischer Missionar und Missionswissenschaftler.
- Richard Rohr (* 1943), US-amerikanischer Franziskaner, Prediger und Autor.
- Leonard Sweet (* 1947), US-amerikanischer methodistischer Theologieprofessor und Autor.
- Frank Viola, US-amerikanischer Unternehmer und Autor.
- Mike Yaconelli (1942–2003), US-amerikanischer Theologe, Schriftsteller und Autor.
- Brian Zahnd (* 1959), US-amerikanischer Pastor und Autor.

#### In der deutschsprachigen Welt
- Peter Aschoff, deutscher evangelischer Theologe und Autor.
- Mike Bischoff, Schweizer Theologe und Schulleiter.
- Christina Brudereck (* 1969), deutsche evangelische Theologin und Autorin.
- Martin Dreyer (* 1965), deutscher Theologe, Gründer der Jesus Freaks und Initiator der Volxbibel.
- Tobias Faix (* 1969), deutscher evangelischer Theologe an der CVJM-Hochschule Kassel und Professor für Missionswissenschaft an der Universität Südafrika.
- Johannes Reimer (* 1955), deutscher mennonitischer Theologe und Missionswissenschaftler.
- Fabian Vogt (* 1967), deutscher evangelischer Theologe und Autor.
- Thomas Weißenborn (* 1968), evangelischer Theologe am Bibelseminar Marburg und Autor.

## Auseinandersetzung mit der Postmoderne
Nach Angaben von Marc Driscoll begann die Geschichte der Emerging Church (in Amerika) im Umkreis des so genannten Leadership Networks in den 90er Jahren. Dies war eine progressive evangelikale Gruppe, die sich zunächst damit beschäftigte, wie der christliche Glaube der „Generation X“ nahegebracht werden konnte. Doch bald merkte man, dass es sich um viel gewichtigere, generationenübergreifende Veränderungen handelte, die in der Gesellschaft stattfanden. So stieß man auf verschiedene Theorien der Postmoderne: das Hinterfragen des westlichen Weltbildes, das in der Folge der Aufklärung und des Rationalismus – führend war René Descartes – entstand und eine rein rationale Beweisführung und die allgemeingültige Vernunft betonte. Postmoderne Denker versuchten die Paradigmen der Moderne zu hinterfragen, beispielsweise durch Dekonstruktion. Bei der Beschäftigung mit postmodernen Denkern fiel einigen Christen auf, dass ihre eigenen Traditionen oft mehr von modernistischen Denkvoraussetzungen geprägt sind, als sie bisher angenommen hatten. Diese stünden aber heute bei der Verkündigung und beim Ausleben des Evangeliums im Weg und müssten ebenso hinterfragt und ersetzt werden.

## Theologische Tendenzen
In der Emerging-Church-Bewegung gibt es, auch was die Theologie anbelangt, keine Homogenität. Viele versuchen grundsätzlich ihrer Tradition theologisch treu zu bleiben, aber bestimmte neue Akzente zu setzen. Einige theologische Tendenzen sind aber dennoch festzustellen, auch wenn sie nicht von allen gleich geteilt werden:

### Inkarnation
Sehr zentral ist die Inkarnation – die Menschwerdung Gottes in Jesus Christus. Diese wird als Ausgangspunkt genommen, um zu zeigen, dass man auch das Evangelium in verschiedene Kulturen inkarnieren muss. Das ist ein Unterschied zu der Auffassung, anderen Kulturen das Evangelium zu bringen, da Ersteres eine große Wechselwirkung zwischen Kultur und Evangelium bedeutet. Diese Auffassung, die betont, man müsse in dieser Welt leben und nicht vor ihr fliehen, ist auch ein Gegengewicht zu der starken Subkulturbildung im freikirchlichen Christentum.

### Reich Gottes
Ein starker Fokus ist auch das Reich Gottes. In dem Versuch, die jüdischen Wurzeln des christlichen Glaubens stärker zu betonen, versucht man einen besonderen Akzent auf das Reich Gottes zu legen. Damit verwandt ist der Ausdruck „missional“, der abzugrenzen ist von „missionarisch“. Es ist der Versuch, einen ganzheitlichen Missionsbegriff zu finden, der soziales und kulturelles Engagement mit einschließt. Wesentlich dafür ist, dass Mission keine Aktivität der Kirche, sondern ein Handeln Gottes in der Gesellschaft ist, das die Kirche unterstützen, aber auch behindern kann. Im evangelikalen Bereich bedeutet das oft ein Abwenden von einer prämilleniaristischen Eschatologie (Erwartung der Wiederkunft Christi vor Eintritt des biblischen „Tausendjährigen Reiches“), die als zynisch empfunden wird, hin zu Modellen, die als hoffnungsvoller gesehen werden.

### Kommunitarismus
Es gibt einige inhaltliche Überschneidungen mit dem Kommunitarismus (bewusst oder unbewusst), da beispielsweise kritisiert wird, dass das protestantische Christentum infolge der Reformation einen zu hohen Stellenwert auf das Individuum und seine Beziehung mit Gott legt und den Aspekt der Gemeinschaft vernachlässigt. Einige Emerging Churches probieren auch neue klosterähnliche Modelle von Kirche aus.

### Narrative Theologie
Emerging Church betont den narrativen Aspekt von Theologie. Dies findet auf zwei Ebenen statt: zum einen auf der stilistischen, zum anderen auf der theologischen Ebene. Auf der stilistischen Ebene wird die Geschichte als Mittel von Kommunikation einer abstrakten, systematischen Predigt vorgezogen. Geschichte kann hier das Erzählen von persönlichen Erlebnissen, gleichnisähnlichen fiktiven Erzählungen oder kunstvollen, mehrdeutigen Texten, die im Gottesdienst benutzt werden, bedeuten. Auf der anderen Seite verstehen viele die Bibel selbst als eine große Geschichte. Es gilt nun nicht mehr, aus der Geschichte durch Analyse systematisch abstrakte Dogmen zu extrahieren, sondern man behält die Form der Geschichte bei und lernt, sich in sie hineinzuversetzen. Ein Beispiel dafür ist Brian McLarens The story we find ourselves in (2003), ein apologetisches Buch, das in Form einer Geschichte geschrieben ist.

### Ökumene
Da ein Kernwert die Dialogbereitschaft ist, steht das Lernen von anderen Traditionen im Vordergrund. Die Herangehensweise an das Thema ist aber weniger – wie das bisherige Modell von Ökumene – „top-down“, also vom Verfassen von gemeinsamen theologischen Erklärungen geprägt als vielmehr „bottom-up“, also stärker auf Vernetzung von interessierten Laien und auf Zusammenarbeit fixiert.

## Praxis

### Blogs
Die Emerging Conversation ist vor allem dadurch gekennzeichnet, dass sie zu einem sehr großen Teil (neben traditionellen Formen wie Kongressen, Podiumsdiskussionen etc.) im Internet verortet ist. Die meisten der theologischen und praxisbezogenen Debatten finden auf Blogs statt. Dadurch hat die Emerging Conversation den Charakter eines weltweiten Netzwerks.

### Kirche als Netzwerk
Unter Aufnahme von bestimmten soziologischen Theorien wird Kirche zunehmend als dezentrales Netzwerk verstanden. Das Institutionelle und Formale von Kirche soll eingeschränkt werden, Hierarchien sollen abgeflacht werden; so soll eine stärkere Partizipation aller Teilnehmer erreicht werden. Dies entspricht der reformatorischen Betonung des Priestertums aller Gläubigen.

### Kulturelle Relevanz
Emerging Church lässt sich gut als Versuch verstehen, den christlichen Glauben mit der Kultur in Dialog zu setzen. Deshalb ist es nahezu allen Emerging Churches wichtig, die gegenwärtige Kultur zu kennen, in ihr zu leben und sich am kulturellen Schaffen aktiv zu beteiligen.

### Soziales Engagement
Aus dem umfassenderen Missionsbegriff und der Forderung, dass Orthodoxie (der richtige Glaube) mit Orthopraxie (dem richtigen Handeln) zusammengehen muss, folgt eine starke Betonung von sozialem Engagement. Auf der einen Seite kann dies klassische diakonische Tätigkeiten einschließen, auf der anderen Seite wird auch das Eintreten für soziale Gerechtigkeit gefordert. In Amerika sind Teile der Emerging Church auch gegen die christliche Rechte positioniert, da sie diesen Aspekt zu sehr vernachlässige.

### Inklusivismus
Emerging Church bedeutet auch den Versuch, verschiedene kulturelle Hintergründe in die Kirche zu integrieren. Nicht mehr nur die bürgerliche Mittelschicht soll Träger der Religion sein – was immer mit Abgrenzung und Ausschluss verbunden wäre –, sondern verschiedene Kulturen und Subkulturen sollen willkommen sein.

### Liturgieinnovationen
Das sicher auffälligste Merkmal von Emerging Churches sind die Liturgieinnovationen. Es wird zwar oft betont, dass Emerging Church eigentlich weniger Wert auf den Gottesdienst als zentrales Element legt, trotzdem stecken viele Emerging Churches große Energie in die Gestaltung von neuen Gottesdienstformen. Hierbei spielt auch der partizipatorische Ansatz eine Rolle: viele sollen bei der Gestaltung des Gottesdienstes mitwirken und ihn nicht nur passiv konsumieren. Dabei können bestimmte Gegenstände aus der Alltagswelt, kreative Beiträge, Einsatz von neuen Medien und alten Formen wie Weihrauch zur Geltung kommen. Der gesamte Gottesdienst soll eine Botschaft kommunizieren, anstatt den inhaltlichen Teil auf eine zentrale Predigt zu beschränken.

## Kritik
Kritisiert wurde die Emerging-Church-Bewegung bisher besonders von konservativen Evangelikalen. Eine der ersten fundierten Kritiken enthält das Buch des US-amerikanischen calvinistischen Neutestamentlers Donald A. Carson, das bereits im Jahr 2005 erschienen ist. Dabei werden die Ansichten eines Leiters von Emergent Village, Brian McLaren, besonders kritisiert. Darauf wurde entgegnet, dass Brian McLaren nicht repräsentativ für die Bewegung sei, wiewohl er eine führende Rolle gespielt hatte. Eine Übersicht über verschiedene Kritiken hat Andrew Jones zusammengestellt.
Ron Kubsch kritisierte seit 2007 vor allem das eingeschränkte und relativierende Bibelverständnis dieser Bewegung. Nicht mehr die Heilige Schrift sei die Wahrheit und habe letzte Autorität, sondern verschiedene Auslegungen stünden gleichwertig nebeneinander und konkurrieren sich sogar. Die Exklusivität des Heils in Jesus Christus würde so aufgeweicht. Gemeinschaftliche Erfahrungen und Einsichten, die sehr unterschiedlich und auch subjektiv sein können, würden aufgewertet und führten zu einer neuen, eher beliebigen Situationsethik, die nicht zwingend an die Bibel gebunden sei.
Eine neuere Kritikerin ist die US-amerikanische evangelikale Sängerin Alisa Childers, die aus eigener Erfahrung und in Auseinandersetzung mit ihrem emergenten Pastor zur Gegnerin geworden ist. Sie wirft den Vertretern der Emerging Church vor, dass sie eigentlich kaum Neues bieten, sondern mehrheitlich Sichtweisen vertreten, die teilweise bereits von Marcion, dem Manichäismus, Gnostizismus, Pelagianismus, Arianismus, Sozinianismus und der liberalen Theologie gelehrt wurden. Das seien häretische Bewegungen gewesen, die neben den Aussagen von Jesus Christus, Paulus von Tarsus, dem Neuen Testament, den altkirchlichen und reformatorischen Bekenntnissen gestanden seien und das historische Christentum in Frage gestellt hätten.
Weitere Kritikpunkte sind:
- Kreuzestheologie: Wo in der Emerging Conversation Stimmen laut werden, die nicht eine typisch reformierte Kreuzestheologie vertreten, werden diese heftig kritisiert.
- Verweltlichung: Anpassung an den Zeitgeist und mangelnde Kritik an der Gesellschaft.

### Fachliteratur
- Hella Hagspiel-Keller: Evangelische und evangelikale Freikirchen und ihr neuer Aufbruch: Emerging Church am Beispiel projekt:gemeinde in Wien, Dissertation im Fachbereich Religionswissenschaft, Karl-Franzens-Universität Graz, Graz 2014.
- Patrick Todjeras: „Emerging Church“ – ein dekonversiver Konversationsraum. Eine praktisch-theologische Untersuchung über ein anglo-amerikanisches Phänomen gelebter Religiosität, Beiträge zu Evangelisation und Gemeindeentwicklung, Band 28, Vandenhoeck & Ruprecht, Göttingen 2020, ISBN 978-3-7887-3465-7.

### Interne Literatur
- Rob Bell: Jesus unplugged. Authentisch gelebtes Christsein der heutigen Generation im 21. Jahrhundert, Brunnen, Gießen 2006. ISBN 978-3-7655-1974-1.
- Kester Brewin: The Complex Christ, deutscher Titel: Der Jesus-Faktor – Eine leidenschaftliche Theologie der Veränderung. C & P Verlag, Glashütten 2005, ISBN 3-928093-73-8.
- Tobias Faix und Thomas Weißenborn: ZeitGeist – Kultur und Evangelium in der Postmoderne, Edition Emergent, Francke, Marburg 2007, 2. Auflage, ISBN 978-3-86122-967-4.
- Tobias Faix, Peter Aschoff und Thomas Weißenborn: ZeitGeist 2: Postmoderne Heimatkunde, Edition Emergent, Francke, Marburg 2009. ISBN 978-3-86827-121-8.
- Tobias Faix, Johannes Reimer und Volker Brecht: Die Welt verändern. Grundfragen einer Theologie der Transformation. Transformationsstudien Band 2, Francke, Marburg 2009, ISBN 978-3-86827-122-5.
- Tobias Faix und Johannes Reimer: Die Welt verstehen. Kontextanalyse als Sehhilfe für die Gemeinde. Transformationsstudien Band 3, Francke, Marburg 2012, ISBN 978-3-86827-319-9.
- Tobias Faix, Arne Bachmann und Tobias Künkler: Emerging Church verstehen: Eine Einladung zum Dialog, Francke, Marburg 2012, ISBN 978-3-86827-353-3.
- Tobias Faix, Volker Brecht, Tobias Müller und Stefan Bösner: Tat. Ort. Glaube. 21 inspirierende Praxisbeispiele zwischen Gemeinde und Gesellschaft, Francke, Marburg 2013, ISBN 978-3-86827-385-4.
- Tobias Faix, Robert Badenberg, Friedemann Knödler: Evangelisation und Transformation: Zwei Münzen oder eine Münze mit zwei Seiten?" Referate der Jahrestagung 2013 des Arbeitskreises für evangelikale Missiologie, VTR, 2013, ISBN 978-3-941750-79-1.
- Stanley Grenz und John Franke: Beyond Foundationalism: Shaping Theology in a Postmodern Context, Westminster John Knox Press, Louisville 2001.
- Michael Horton, ed.: A Confessing Theology for Postmodern Times, Crossway Publishers, Wheaton 2000.
- Tony Jones: The New Christians: Dispatches from the Emergent Frontier, Jossey Bass 2008, ISBN 0-7879-9471-5.
- Dan Kimball: The Emerging Church: Vintage Christianity for New Generations, Zondervan, Grand Rapids 2003, ISBN 0-31024-564-8.
  - Dan Kimball: Emerging Church – die postmoderne Kirche, Gerth Medien, Asslar 2005, ISBN 3-86591-042-4.
- Brian McLaren: A New Kind of Christian: A Tale of Two Friends on a Spiritual Journey, Jossey-Bass, San Francisco 2001.
  - Brian McLaren: Nachfolge auf neuem Kurs: Zehn Fragen, die den Glauben verändern, Aussaat, Neukirchen-Vluyn 2012, ISBN 978-3-7615-5938-3.
- Brian McLaren: A Generous Orthodoxy, Zondervan, Grand Rapids 2004.
- Carl Raschke: The Next Reformation: Why Evangelicals Must Embrace Postmodernity, Baker Academic Press, Grand Rapids 2004.
- Richard Rohr: The Emerging Church: Beyond Fight or Flight, Radical Grace, Band 21, N° 4, Center for Action and Contemplation, Albuquerque 2008.[14]
- Fabian Vogt: Das 1x1 der Emerging Church. C & P, Glashütten 2006. ISBN 978-3-86770-078-8.
- Mike Yaconelli: Stories of Emergence, Zondervan, Grand Rapids 2003.

### Kritische Literatur
- Donald A. Carson: Becoming Conversant with the Emerging Church: Understanding a Movement and Its Implications, Zondervan, Grand Rapids 2005.
  - Donald A. Carson: Emerging Church. Abschied von der biblischen Lehre? Christliche Literatur-Verbreitung, Bielefeld 2008, ISBN 978-3-89397-989-9. Informativ-kritische Beurteilung.[15]
- Alisa Childers: Another Gospel?: A Lifelong Christian Seeks Truth in Response to Progressive Christianity, Tyndale House Publishers, 2020, ISBN 978-1-49644-173-7.
  - Alisa Childers: Ankern. Eine Verteidigung der biblischen Fundamente in postmodernen Gewässern, Fontis, Basel 2021, ISBN 978-3-03848-206-2.
- Rudolf Ebertshäuser: Aufbruch in ein neues Christsein? Emerging Church. Der Irrweg der postmodernen Evangelikalen. CLKV, Steffisburg 2008.[16]

### Kritische Weblinks
- Douglas Brown: The Emerging Church: The New Worldly Church, Faith Baptist Theological Seminary, Website faith.edu (8. Mai 2008, englisch).
- Jeffrey K. Jue: What’s Emerging in the Church? Postmodernity, The Emergent Church, and The Reformation, Article, Volume 31 - Issue 2 (englisch).
- Ron Kubsch: Wie viel Umgestaltung verträgt der christliche Glaube?, Website theoblog.de (FTA Gießen 2007; PDF-Datei, 108 kB).
- Ron Kubsch: Eine neue Unübersichtlichkeit, Website theoblog.de (2008; PDF-Datei, 102 kB).
- Ron Kubsch: Die „Emerging Church“ und ihr Umgang mit der Bibel, Bibel und Gemeinde, 114, Band 4, Seite 33-42, Website bibelbund.de (2014 und 25. Oktober 2018).